# Liste der Außenlager des KZ Neuengamme
Die Liste der Außenlager des KZ Neuengamme enthält die bekannten KZ-Außenlager des KZ Neuengamme. Das Lager Neuengamme hatte mindestens 86 Außenlager, die sich bis an die dänische Grenze erstreckten.

## Liste
| Bezeichnung                                            | Zeitraum                                                                           | Häftlingsanzahl / davon verstorben                          | Art der Arbeit                                                                                     | Auftraggeber | Lagerleiter |
| ------------------------------------------------------ | ---------------------------------------------------------------------------------- | ----------------------------------------------------------- | -------------------------------------------------------------------------------------------------- | --- | --- |
| KZ Alderney (I. SS-Baubrigade), genannt Lager Sylt     | 5. März 1943 bis 24. Juni 1944                                                     | 1000 / mindestens 100                                       | Befestigungsbauten                                                                                 | Oberkommando der Wehrmacht, Organisation Todt | SS-Hauptsturmführer Maximilian List, ab März 1944 SS-Obersturmführer Georg Braun |
| KZ-Außenlager Alt Garge                                | 24. August 1944 bis 15. Februar 1945                                               | 500 Männer / mindestens 49                                  | Kraftwerkbau                                                                                       | Hamburgische Electricitäts-Werke, Firma Rosseburg, Grün & Bilfinger, Wayss & Freytag                                                                | SS-Oberscharführer Walter |
| KZ Engerhafe                                           | 21. Oktober 1944 bis 22. Dezember 1944                                             | 2000 Männer / mindestens 188                                | Bau von Befestigungen und Panzergräben (Projekt „Friesenwall“)                                     | Reichsverteidigungskommissar im Wehrkreis X | SS-Oberscharführer Erwin Seifert |
| Bad Sassendorf (11. SS-Eisenbahnbaubrigade)            | 8. Februar 1945 bis 4./5. April 1945                                               | 504 Männer                                                  | Gleisbauarbeiten                                                                                   | Reichsbahn | |
| KZ-Außenlager Boizenburg                               | August 1944 bis 28. April 1945                                                     | 400 Frauen                                                  | Produktion von Flugzeug- und Schiffsteilen                                                         | Thomsen & Co | Oberaufseherin Gertrud Moeller |
| Braunschweig (SS-Reitschule)                           | ca. 20. Dezember 1944 bis Mitte/Ende Februar 1945                                  | ca. 800 Frauen                                              | Trümmerbeseitigung                                                                                 | Stadt Braunschweig | |
| Braunschweig (Büssing-NAG)                             | 17. August 1944 bis 26. März 1945                                                  | 800 Männer / mindestens 300                                 | Produktion von Kraftfahrzeugersatzteilen                                                           | Büssing-NAG | spätestens ab Oktober 1944 SS-Hauptscharführer Max Kirstein Stützpunktleiter der Nebenlager Braunschweigs |
| Braunschweig-Vechelde                                  | September 1944 bis Ende März/Anfang April 1945                                     | 400 Männer                                                  | Produktion von Kraftfahrzeugersatzteilen                                                           | Büssing-NAG | Helmut Sebrantke |
| Breitenfelde bei Mölln                                 | 10. November 1944 bis 30. April 1945                                               | 20 Männer                                                   | Arbeit im Sägewerk Gülzow                                                                          | SS-Bauleitung Mölln | |
| KZ Bahrsplate                                          | 6./7. September 1944 bis 9. April 1945                                             | ca. 1000 Männer                                             | Werftarbeiten                                                                                      | Deutsche Schiff- und Maschinenbau AG (Deschimag), Krupp-Konzern                                                                                     | Oberfeldwebel der Wehrmacht Richard-Johann vom Endt |
| Bremen-Neuenland                                       | 16. August 1944 bis 28. November 1944                                              | 1000 Männer                                                 | Bau des U-Boot-Bunkers „Hornisse“                                                                  | Marineoberbauleitung, Deutsche Schiff- und Maschinenbau AG (Deschimag)                                                                              | SS-Obersturmführer Hugo Benedict (Stützpunktleiter aller Bremer Nebenlager) |
| KZ-Außenlager Schützenhof                              | Dezember 1944 bis 7. oder 9. April 1945                                            | 700 Männer / mehr als 200                                   | Werft- und Aufräumungsarbeiten                                                                     | Deutsche Schiff- und Maschinenbau AG (Deschimag), Krupp-Konzern                                                                                     | |
| Bremen (II. SS-Baubrigade)                             | 12. Oktober 1942 bis 15. April 1944                                                | 750 Männer                                                  | Aufräumungs- und Bauarbeiten                                                                       | Stadt Bremen | SS-Hauptsturmführer Gerhard Weigel |
| Bremen Hindenburgkaserne                               | 2. August 1944 bis 26. September 1944                                              | 800 Frauen                                                  | Aufräumungsarbeiten                                                                                | Stadt Bremen | SS-Unterscharführer Peter Pittmann, ab Mitte September 1944 SS-Hauptscharführer Johann Hille |
| Stuhr-Obernheide                                       | 26. September 1944 bis 4. April 1945                                               | 800 Frauen / mindestens 20                                  | Aufräumungsarbeiten und Behelfswohnungsbau                                                         | Stadt Bremen, Fa. Lüning & Sohn, Fa. Rodiek | SS-Hauptscharführer Johann Hille |
| Bremen, Borgward-Werke                                 | 25. August 1944 bis 12. Oktober 1944                                               | 1000 Männer                                                 | Bau von Kraftfahrzeugen                                                                            | Borgward-Werke | |
| KZ Uphusen                                             | 7. Februar 1945 bis 4. April 1945                                                  | 100 Frauen                                                  | Produktion von Fertigbetonteilen                                                                   | Stadt Bremen, Fa. Rodiek | |
| KZ Farge                                               | Oktober 1943 bis 10. April 1945                                                    | 3000 Männer / mindestens 533                                | Bau des U-Boot-Bunkers „Valentin“                                                                  | Marineoberbauleitung | ab Mitte 1944 Hauptmann des Heeres Ulrich Wahl in dieser Funktion Hauptsturmführer der Reserve der Waffen-SS |
| Darß-Wieck                                             | Januar 1941 bis Ende Februar 1941                                                  | 50 Männer                                                   | Schneiden von Reet                                                                                 | | SS-Oberscharführer Ewald Jauch |
| Darß-Zingst                                            | Ende 1941 bis April 1942                                                           | 50 Männer                                                   | Schneiden von Reet                                                                                 | | |
| Düssin (Mecklenburg)                                   | 15. September 1944 bis 1. März 1945                                                | 80 Männer                                                   | Arbeiten auf einem Gut                                                                             | | |
| Fallersleben (KZ Arbeitsdorf) formal eigenständiges KZ | Anfang April 1942 bis 1. Oktober 1942                                              | 800 Männer / mindestens 6                                   | Bauarbeiten                                                                                        | Volkswagenwerk G.m.b.H. | Martin Gottfried Weiß und ab Mitte Juli 1942 Wilhelm Schitli |
| Fallersleben (KZ-Außenlager Laagberg)                  | 31. Mai 1944 bis 8. April 1945                                                     | 800 Männer / unbekannt                                      | Bauarbeiten                                                                                        | Volkswagenwerk G.m.b.H., Deutsche Bau AG | SS-Hauptscharführer Johannes Pump. Stellvertreter: Anton Callesen, ab Januar 1945 Wehrmachtsoffizier Karl Werringloer |
| Garlitz (Mecklenburg)                                  | 3. Februar 1945 bis 2. Mai 1945                                                    | ca. 10 Frauen und Männer                                    | kein Arbeitseinsatz bzw. vermutlich Arbeit als Hauspersonal                                        | SS | SS-Hauptsturmführer Joseph Sewera |
| Außenlager Goslar                                      | 20. Oktober 1944 bis 25. März 1945                                                 | 15 Männer                                                   | vermutlich Bürodienst                                                                              | SS-Bauleitung Goslar | |
| KZ-Außenlager Hamburg-Eidelstedt                       | a) 27. September 1944 bis 7. April 1945 b) 20./21. April bis 5. Mai 1945           | a) 500 Frauen b) mehrere Hundert Frauen                     | Behelfswohnungsbau und Trümmerbeseitigung                                                          | Stadt Hamburg | SS-Unterscharführer Walter Kümmel |
| Hamburg-Finkenwerder                                   | Oktober 1944 bis Ende März 1945                                                    | ca. 600 Männer / mindestens 280                             | Werft- und Aufräumungsarbeiten                                                                     | Deutsche Werft | |
| Hamburg-Fuhlsbüttel                                    | 25. Oktober 1944 bis 15. Februar 1945                                              | etwa 1500 Männer                                            | Aufräumungsarbeiten bei Raffinerien und anderen Betrieben im Hamburger Hafen, Bau von Panzergräben | Geilenberg-Programm | |
| Hamburg-Hammerbrook (II. SS-Baubrigade)                | 7. August 1943 bis April 1944                                                      | 930 Männer                                                  | Aufräumungs- und Bergungsarbeiten                                                                  | Stadt Hamburg, Polizeipräsident | SS-Hauptsturmführer Weigel |
| Hamburg-Hammerbrook (Bombensuchkommando)               | Mitte 1944 bis 25. März 1945                                                       | 35 Männer                                                   | Bergung von Bombenblindgängern                                                                     | | |
| Außenlager Hamburg-Hammerbrook (Spaldingstraße)        | Oktober 1944 bis 17. April 1945                                                    | 2000 Männer / etwa 500 bis 800                              | Aufräumungsarbeiten                                                                                | Stadt Hamburg, Reichsbahn, Jung-Öl | SS-Obersturmführer Karl Wiedemann (zudem ab Oktober 1944 Stützpunktleiter aller Hamburger Nebenlager) ab Dezember 1944 SS-Obersturmführer Arnold Strippel (zudem ab Dezember 1944 Stützpunktleiter aller Hamburger Nebenlager) |
| Außenlager Hamburg-Langenhorn                          | a) 12. September 1944 bis 3. oder 4. April 1945 b) ca. 20. April bis 3. Mai 1945   | ca. 750 Frauen                                              | a) Rüstungsproduktion b) Behelfswohnheimbau                                                        | a) Hanseatisches Kettenwerk, Fa. Messap b) Stadt Hamburg                                                                                            | Walter Lau |
| Hamburg-Neugraben                                      | 13. September 1944 bis 8. Februar 1945                                             | 500 Frauen                                                  | Bau- und Aufräumungsarbeiten                                                                       | Fa. Prien, Fa. Wesseloh, Ziegelei Malo | SS-Hauptscharführer Friedrich-Wilhelm Kliem |
| Hamburg-Rothenburgsort (Bullenhuser Damm)              | November 1944 bis 9./11. April 1945                                                | 1000 Männer                                                 | Trümmerbeseitigung, Verarbeitung von Trümmerschutt, Aufräumungsarbeiten                            | Deutsche Erd- und Steinwerke GmbH | SS-Oberscharführer Ewald Jauch, Stellvertreter Johann Frahm |
| KZ-Außenlager Hamburg-Sasel                            | a) 13. September 1944 bis 7. April 1945 b) 21. April bis 4./5. Mai 1945            | 500 Frauen / mindestens 35                                  | Behelfsheimbau und Aufräumungsarbeiten                                                             | Fa. Möller, Kowahl & Bruns, Wayss & Freytag, Fa. Moll                                                                                               | Hauptmann der Wehrmacht Merker danach SS-Oberscharführer Leonhard Stark |
| Hamburg-Steinwerder                                    | 22. November 1944 bis 21. April 1945                                               | 250 Männer                                                  | Werft- und Aufräumungsarbeiten                                                                     | Stülcken-Werft | SS-Oberscharführer August Reich nach drei Tagen Überlassung des Kommandos an Stellvertreter Arthur Zeise |
| Hamburg-Steinwerder (Blohm & Voss)                     | 9. Oktober 1944 bis 12. April 1945                                                 | 600 Männer / mindestens 250                                 | Werft- und Aufräumungsarbeiten                                                                     | Blohm & Voss | SS-Oberscharführer Peitz |
| Hamburg-Tiefstack                                      | 8. Februar 1945 bis 7. April 1945                                                  | 500 Frauen                                                  | Aufräumungs- und Bauarbeiten                                                                       | Diago Werke, Zementfabrik Tiefstack, Fa. Möller | SS-Hauptscharführer Friedrich-Wilhelm Kliem |
| Hamburg-Veddel (Frauen) Dessauer Ufer                  | Mitte Juli 1944 bis 13. September 1944                                             | 1500 Frauen                                                 | Aufräumungsarbeiten                                                                                | Ebano-Oehler (Esso), J. Schindler, Rhenania-Ossag, Jung-Öl u. a.                                                                                    | |
| Hamburg-Veddel (Männer) Dessauer Ufer                  | a) 15. September 1944 bis 25. Oktober 1944 b) 15. Februar 1945 bis 14. April 1945  | a) 2000 Männer (1944) / mindestens 150 b) 800 Männer (1945) | Aufräumungsarbeiten bei Raffinerien und anderen Betrieben im Hamburger Hafen, Bau von Panzergräben | Geilenberg-Programm, Jung-Öl in Wilhelmsburg | Bis 25. Oktober 1944 SS-Obersturmführer Karl Wiedemann |
| Außenlager Hamburg-Wandsbek                            | 8. Juni 1944 bis 30. April 1945                                                    | ca. 550 Frauen                                              | Produktion von Gasmasken (im Rahmen des Brandt-Geräte-Programms)                                   | Drägerwerk AG, Lübeck | SS-Unterscharführer Johannes Heinrich Steenbock, zwischenzeitlich SS-Untersturmführer Max Kierstein, später der von der Wehrmacht in den KZ-Dienst überstellte Friedrich Wilhelm Hinz                                          |
| KZ Hannover-Langenhagen                                | 2. Oktober 1944 bis 6. Januar 1945                                                 | 500 Frauen                                                  | Flugzeugteilebau und Reparatur, Munitionsproduktion                                                | Brinker Eisenwerke | |
| KZ Hannover-Mühlenberg (Hanomag/Linden)                | 3. Februar 1945 bis 6. April 1945                                                  | 500 Männer / mindestens 79                                  | Produktion von Flakgeschützen                                                                      | Hanomag, Rheinmetall-Borsig | SS-Oberscharführer Walter Quakernack |
| KZ Hannover-Limmer                                     | 25. Juni 1944 bis 6. April 1945                                                    | ca. 1050 Frauen                                             | Produktion von Gasmasken (im Rahmen des Brandt-Geräte-Programms), Trümmerbeseitigung               | Continental-Gummiwerke AG | ab März SS-Hauptsturmführer Otto Thümmel |
| KZ Hannover-Stöcken (Akkumulatorenwerke)               | 17. Juli 1943 bis 7. April 1945                                                    | 1500 Männer / mindestens 403                                | Produktion von Batterien für U-Boote                                                               | Accumulatoren-Fabrik AG (AfA) | SS-Oberscharführer Johannes P., dann SS-Untersturmführer Hugo Benedict, folgend der SS-Untersturmführer Hans Hermann Griem. Im Juli 1944 wurde SS-Hauptsturmführer Kurt Klebeck Lagerleiter                                    |
| KZ Hannover-Stöcken (Continental)                      | 7. September 1944 bis 30. November 1944                                            | 1000 Männer / mindestens 55                                 | Reifenproduktion                                                                                   | Continental-Gummiwerke AG | SS-Unterscharführer Otto „Tull“ Harder |
| KZ Hannover-Misburg                                    | 26. Juni 1944 bis 6. April 1945                                                    | 1000 Männer / mindestens 55                                 | Aufräumungs- und Bauarbeiten                                                                       | Deutsche Erdölraffinerie | ab Juli 1944 war SS-Obersturmführer Karl Wiedemann Lagerführer, danach SS-Hauptscharführer Hans Gehrt |
| KZ Hannover-Ahlem                                      | 30. November 1944 bis 6. April 1945                                                | mehr als 750 Männer                                         | Bau eines unterirdischen Stollens                                                                  | Continental-Gummiwerke AG, Maschinenfabrik Niedersachsen Hannover (MNH)                                                                             | SS-Hauptscharführer Otto „Tull“ Harder |
| Beendorf (Frauen)                                      | August 1944 bis 10. April 1945                                                     | 2500 Frauen                                                 | Arbeit in Rüstungsindustrie (im Rahmen des Jägerstabes)                                            | SS-Führungsstab A III, Askania-Werke AG | SS-Obersturmführer Gerhard Poppenhagen |
| Beendorf (Männer)                                      | 17. März 1944 bis 10. April 1945                                                   | 750 Männer                                                  | Bauarbeiten für Untertageverlagerung                                                               | SS-Führungsstab A III, Askania-Werke AG, Luftfahrtgerätewerk Hakenfelde GmbH (LGW)                                                                  | SS-Obersturmführer Gerhard Poppenhagen |
| KZ-Außenlager Hildesheim                               | 2. März 1945 bis 26. März 1945                                                     | 500 Männer                                                  | Bahnarbeiten, Arbeit im Bleiwerk                                                                   | Reichsbahndirektion Hannover | SS-Hauptsturmführer Otto Thümmel |
| Horneburg                                              | a) Mitte Oktober 1944 bis Mitte Februar 1945 b) 24. Februar 1945 bis 8. April 1945 | a) 250 Frauen b) 300 Frauen                                 | Produktion von Elektronenröhren und Glühlampen                                                     | Philips-Valvo-Röhrenwerke | SS-Unterscharführer Peter Klaus Friedrich Hansen |
| KZ Husum-Schwesing                                     | 26. September 1944 bis 29. Dezember 1944                                           | 2500 Männer / mindestens 297                                | Bau von Befestigungen und Panzergräben (Projekt „Friesenwall“)                                     | Reichsverteidigungskommissar im Wehrkreis X | SS-Untersturmführer Hans Hermann Griem. Stellvertreter: SS-Unterscharführer Josef Klingler |
| KZ Kaltenkirchen                                       | August 1944 bis 17. April 1945                                                     | 500 Männer / mindestens 214                                 | Ausbau eines Militärflugplatzes                                                                    | Luftwaffe | SS-Hauptsturmführer Otto Freyer, anschließend SS-Hauptsturmführer Bernhard Waldmann |
| Außenlager Kiel                                        | Juli 1944 bis September 1944                                                       | 50 Männer                                                   | Aufräumungsarbeiten                                                                                | Stadt Kiel | |
| Ladelund                                               | 1. November 1944 bis 16. Dezember 1944                                             | 2000 Männer / mindestens 301                                | Bau von Befestigungen und Panzergräben (Projekt „Friesenwall“)                                     | Reichsverteidigungskommissar im Wehrkreis X | SS-Untersturmführer Hans Hermann Griem |
| Lengerich                                              | 29. März 1944 bis 1. April 1945                                                    | 200 Männer / mindestens 7                                   | Arbeit in einer unterirdischen Fabrik                                                              | SS-Führungsstab A I, Vereinigte Leichtmetallwerke Hannover                                                                                          | SS-Untersturmführer Küster |
| KZ-Außenlager Lübberstedt-Bilohe                       | August 1944 bis 29. April 1945                                                     | 500 Frauen / mindestens 100                                 | Munitions- und Fallschirmproduktion                                                                | Luftwaffe (Wehrmacht), Lufthauptmunitionsanstalt Lübberstedt                                                                                        | |
| Lütjenburg-Hohwacht                                    | 16. November 1944 bis 19. April 1945                                               | 200 Männer                                                  | Produktion von Navigationsgeräten für die Rakete „V2“                                              | Anschütz & Co. (Kiel) | SS-Hauptscharführer Gätjens |
| Lüneburg-Kaland (II. SS-Baubrigade)                    | 12. August 1943 bis 13. November 1943                                              | 155 Männer                                                  | Bau von Splitterschutzgräben (Luftschutz)                                                          | Stadt Lüneburg | SS-Oberscharführer Johann Hille |
| Meppen-Dalum                                           | November 1944 bis 25. März 1945                                                    | 800 Männer                                                  | Bau von Befestigungen und Panzergräben (Projekt „Friesenwall“)                                     | Reichsverteidigungskommissar im Wehrkreis X, Fa. Hochtief                                                                                           | SS-Untersturmführer Hans Hermann Griem, Stellvertreter: SS-Unterscharführer Josef Klingler |
| Meppen-Versen                                          | 16. November 1944 bis 25. März 1945                                                | 1800 Männer / mindestens 50                                 | Bau von Befestigungen und Panzergräben (Projekt „Friesenwall“)                                     | Reichsverteidigungskommissar im Wehrkreis X, Fa. Hochtief                                                                                           | SS-Obersturmführer Schäfer |
| KZ Neustadt in Holstein                                | Dezember 1944 bis 1. Mai 1945                                                      | 15 Männer                                                   | Barackenbau für SS Lazarett                                                                        | SS-Bauleitung in Neustadt in Holstein | |
| Osnabrück (II. SS-Baubrigade)                          | 17. Oktober 1942 bis Mai 1943                                                      | 250 Männer                                                  | Aufräumungsarbeiten                                                                                | Stadt Osnabrück, Hochbauamt Bremen | SS-Oberscharführer Brinkmann, ab November 1942 SS-Oberscharführer Walter Döring, ab Februar 1943 SS-Hauptscharführer Gerds |
| KZ Porta Westfalica-Hausberge (Männer)                 | Herbst 1944 bis 1. April 1945                                                      | 170 Männer                                                  | Lageraufbau und Einrichtung der Produktionsstätten                                                 | Philips-Valvo-Röhrenwerke | Stützpunktleiter: Hermann Wicklein |
| KZ Porta Westfalica-Hausberge (Frauen)                 | Mitte Februar 1945 bis 1. April 1945                                               | 1000 Frauen                                                 | Produktion von Elektronenröhren und Glühlampen                                                     | Philips-Valvo-Röhrenwerke | Stützpunktleiter: Hermann Wicklein |
| KZ Porta Westfalica-Barkhausen                         | 19. März 1944 bis 1. April 1945                                                    | 1300 Männer                                                 | Ausbau eines unterirdischen Stollensystems                                                         | SS-Führungsstab A II, Ambi-Budd, Dr. Boehme & Co., Fa. Rentrop, Fa. Veltrup, Weserhütte, Deurag-Nerag, Friedrich Uhde KG, Betonwerk Weber (Lerbeck) | Stützpunktleiter: Hermann Wicklein |
| KZ Porta Westfalica-Lerbeck/Neesen                     | 1. Oktober 1944 bis 1. April 1945                                                  | 500 Männer / mindestens 100                                 | Flugzeugmotorenreparatur                                                                           | Fa. Bense, Fa. Jongerius, Betonwerk Weber (Lerbeck); Klöckner                                                                                       | SS-Oberscharführer Emanuel Eichler, Stützpunktleiter: Hermann Wicklein |
| Salzgitter-Bad                                         | September 1944 bis 7. April 1945                                                   | 500 Frauen / mindestens 200                                 | Granatenproduktion                                                                                 | AG für Bergbau- und Hüttenbedarf der Reichswerke Hermann Göring                                                                                     | ab Ende 1944 SS-Untersturmführer Longin Bladowski |
| Salzgitter-Drütte                                      | 13. Oktober 1942 bis 7. April 1945                                                 | 3100 Männer                                                 | Granatenproduktion                                                                                 | Reichswerke Hermann Göring | SS-Hauptsturmführer Rautenberg, dann SS-Hauptsturmführer Hermann Forster, anschließend SS-Obersturmführer Arnold Strippel und etwa ab Februar 1945 SS-Obersturmführer Karl Wiedemann                                           |
| Salzgitter-Watenstedt / Leinde (Frauen)                | Juli 1944 bis 7. April 1945                                                        | 800 Frauen                                                  | Granatenproduktion                                                                                 | Stahlwerke Braunschweig | |
| Salzgitter-Watenstedt / Leinde (Männer)                | Mai 1944 bis 7. April 1945                                                         | 2000 Männer, gegen Kriegsende bis zu 5000 Männer            | Granatenproduktion                                                                                 | Stahlwerke Braunschweig | SS-Scharführer Peter Wiehagen |
| Außenlager Salzwedel                                   | Ende Juli/Anfang August 1944 bis 14. April 1945                                    | 1520 Frauen                                                 | Produktion von Infanteriemunition                                                                  | Draht- und Metallwarenfabrik Salzwedel GmbH | |
| Sandbostel                                             | April 1945                                                                         | mindestens 8.000 Häftlinge / mehr als 3000                  | KZ-Auffanglager                                                                                    | | |
| Außenlager Schandelah                                  | 8. Mai 1944 bis 10. April 1945                                                     | 800 Männer / mindestens 200                                 | Ölschieferabbau und verarbeitung                                                                   | Steinöl GmbH | SS-Oberscharführer Ewald Jauch dann SS-Unterscharführer Friedrich Ebsen |
| Uelzen                                                 | Ende 1944 bis 17. April 1945                                                       | 500 Männer                                                  | Gleisbauarbeiten                                                                                   | Reichsbahn | zumindest im Februar und März 1945 SS-Untersturmführer Otto „Tull“ Harder |
| KZ-Außenlager Verden                                   | 8. Januar 1945 bis April 1945                                                      | 8 Männer                                                    | Bau der SS Schulungsstätte „Sachsenhain“                                                           | SS-Bauleitung Verden | |
| KZ-Außenkommando Warberg                               | 5. Juni 1944 bis 8. Januar 1945                                                    | 8 Männer                                                    | Bau einer Bürobaracke                                                                              | | Kommandoführer Schnitzler |
| Wedel (Frauen)                                         | 13. September 1944 bis 27. September 1944                                          | 500 Frauen                                                  | Aufräumungsarbeiten                                                                                | Stadt Hamburg | SS-Unterscharführer Walter Kümmel |
| Wedel (Männer)                                         | 17. Oktober 1944 bis 20. November 1944                                             | 500 Männer / mindestens 27                                  | Bau von Panzergräben (Projekt „Friesenwall“)                                                       | Reichsverteidigungskommissar im Wehrkreis | |
| Außenlager Wilhelmshaven (Alter Banter Weg)            | 17. September 1944 bis 5. April 1945                                               | 1200 Männer / mehr als 234                                  | Werft- und Aufräumungsarbeiten                                                                     | Kriegsmarine | Wehrmachtsoffizier Otto Thümmel, später Arnold Büscher und Schwanke |
| Wilhelmshaven (II. SS-Baubrigade)                      | Frühjahr 194 bis November 1943                                                     | 175 Männer                                                  | Aufräumungs- und Bauarbeiten                                                                       | Stadt Wilhelmshaven | |
| Außenlager Wittenberge                                 | 28. August 1942 bis 17. Februar 1945                                               | 500 Männer / mindestens 119                                 | Aufbau einer chemischen Fabrik, Arbeit in der Produktion                                           | Phrix-Werke, Kurmärkische Zellwolle und Zellulose AG, Philipp Holzmann, Grün & Bilfinger                                                            | SS-Hauptscharführer Max Kirstein, Stellvertreter bis März 1943 Wilhelm Dreimann |
| Wöbbelin                                               | a) 12. Februar bis März 1945 b) April bis 2. Mai 1945                              | a) 650 Männer b) über 5000 / über 1000                      | Aufbau eines Kriegsgefangenenlagers; im April/Mai 1945 Auffanglager für viele Transporte           | | SS-Sturmbannführer Paul Werner Hoppe, Schutzhaftlagerführer Theodor Traugott Meyer |